# Hydrocotyle pusilla
Hydrocotyle pusilla là một loài thực vật có hoa trong Họ Cuồng. Loài này được A.Rich. mô tả khoa học đầu tiên năm 1820.